# Kartuschlåda m/1847

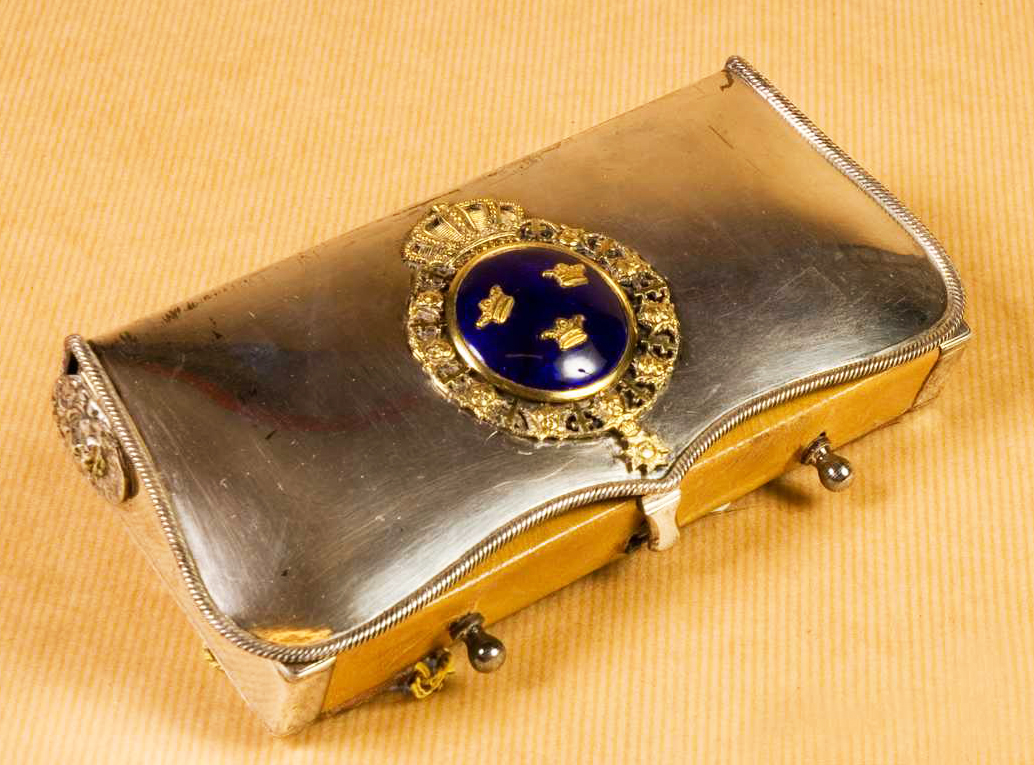
Kartuschlåda m/1847 för officer vid Livgardet till häst (K 1).

Kartuschlåda m/1847 är en kartuschlåda som används inom Försvarsmakten.

## Utseende
Denna kartuschlåda har ett lock i försilvrad metall som i sin tur har en vapenplåt som avbildar lilla riksvapnet med serafimerordens kedja. Kartuschlådan bärs i en kartuschrem av 50 mm silvergalon vilken skall vara instucken under vänster axelklaff respektive epålett, så att kartuschlådan hänger vågrätt på ryggen strax ovanför skärpet.

## Användning
Kartuschlådan används idag av officerare vid Livgardets Livskvadron till vapenrock m/1895 vid både liten och stor parad, dock ej daglig dräkt. Den bäres ej under eller till kappa.
Kartuschlådan försvann ur bruk 1932 men återinfördes på 1950-talet.
Specialistofficerare bär kartuschlåda m/1895.

## Fotografier

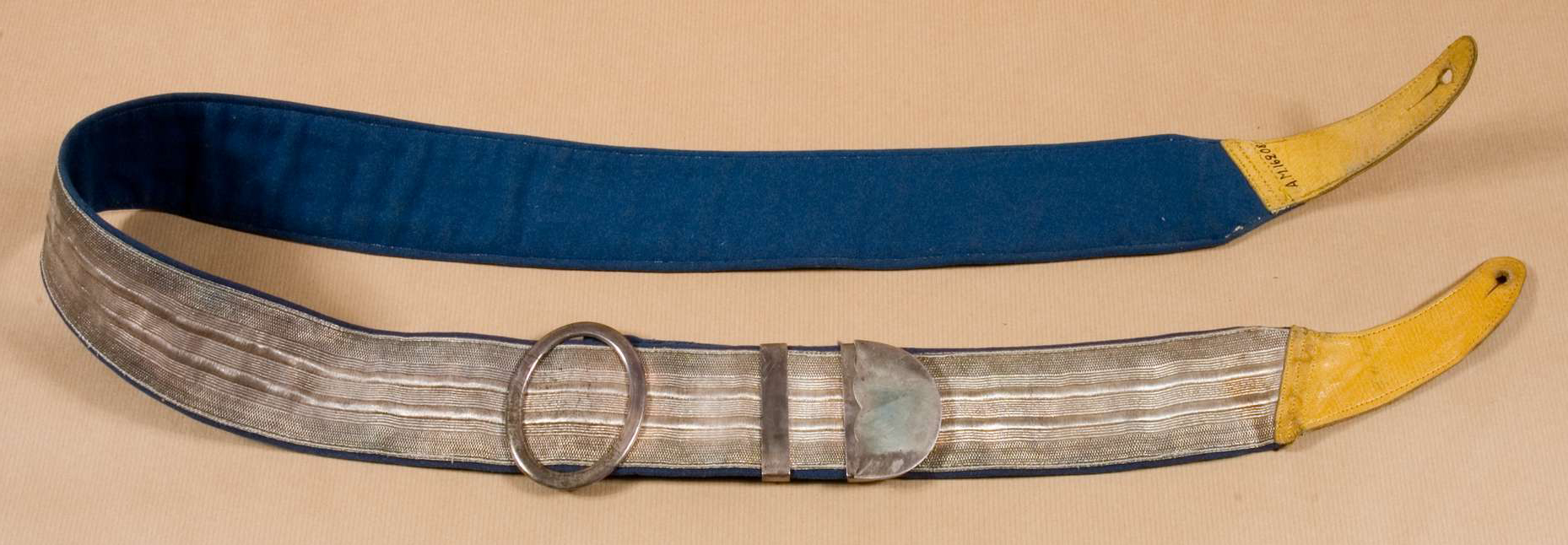
Rem i 50 mm silvergalon till kartuschlåda m/1847 för Livgardet till häst (K 1).
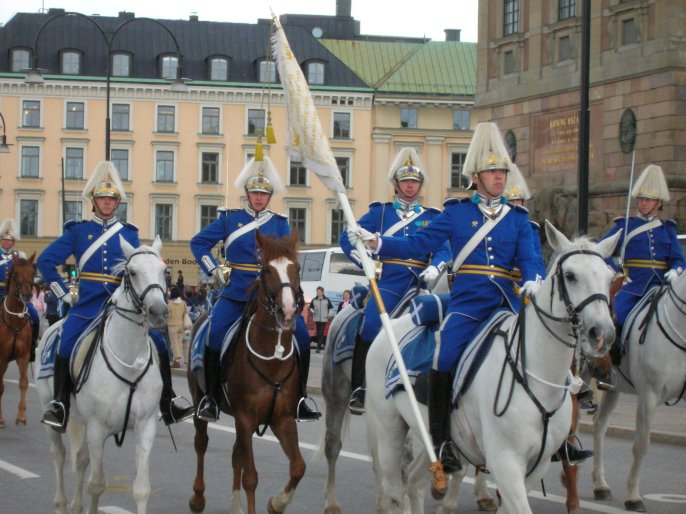
Officerare ur Livgardets Livskvadron bär kartuschlåda m/1847 till uniform m/1895.
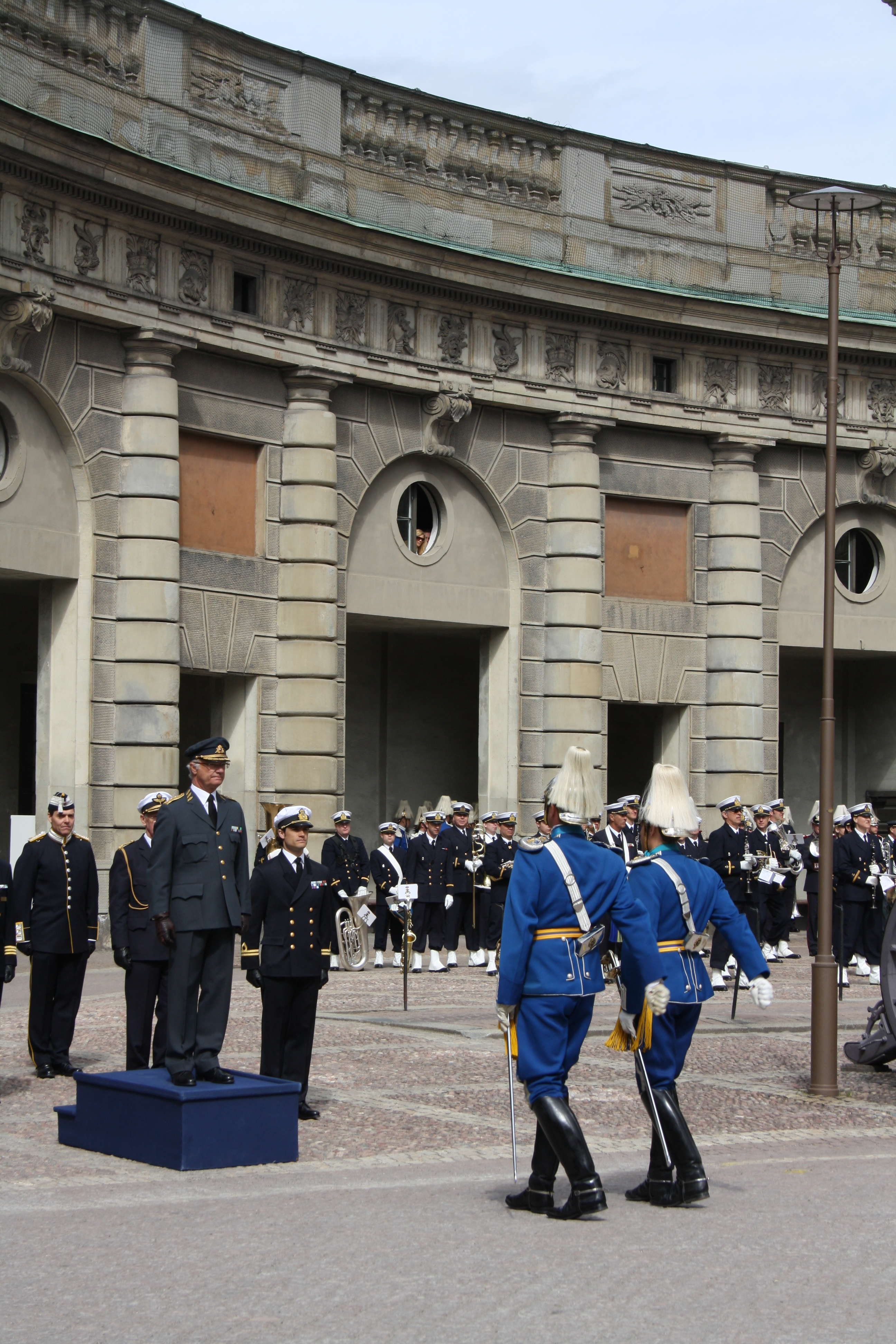
Vaktchef och stf vaktchef ur Livgardet vid Stockholms slott under Kungens födelsedag. Längst till höger på vapenrocken skymtar kartuschlådan.